# Evan Farmer

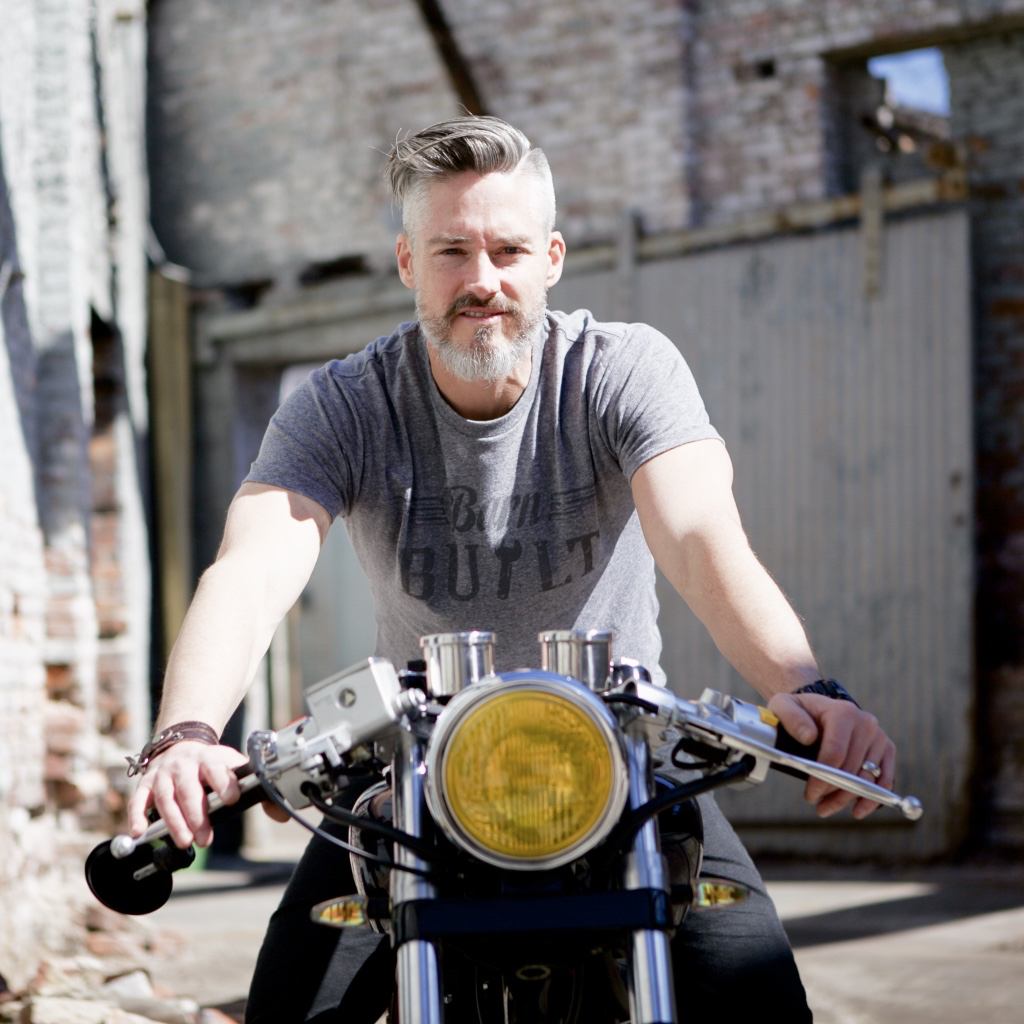
Evan Farmer, 2016

Evan Ragland Farmer Jr. (* 28. Juli 1972 in Asmara, Äthiopien) ist ein US-amerikanischer Schauspieler, Synchronsprecher und Sänger, der vor allem als Jerry O’Keefe, Mitglied der Boyband 2gether, in dem gleichnamigen Film und der gleichnamigen Serie bekannt wurde.
Evan Farmer wurde als mittleres von drei Kindern geboren. Er hat eine zwei Jahre ältere und eine vier Jahre jüngere Schwester.
Den Großteil seiner Kindheit verbrachte er in Baltimore, Delaware. Er besuchte die Highschool in Towson, Maryland. 1995 machte er seinen Abschluss cum laude an der Tulane University, New Orleans.
Den 2ge+her-Song You're My Baby Girl schrieb er mit.
Seit dem 22. Oktober 2005 ist Farmer mit Andrea Smith verheiratet. Die beiden leben in New York City.

## Filmografie
- 2000: 2gether – der Film (2GE+HER) als Jerry O’Keefe
- 2000: Shaft – Noch Fragen? (Shaft) als Walters Freund
- 2000: 2gether (2gether: The Series) als Jerry O’Keefe
- 2002: Austin Powers in Goldständer (Austin Powers in Goldmember) als Young Number Two
- 2006: Rock n' Roll Fantasy Camp als Gastgeber
- 2006: Bride vs. Bride als Gastgeber

### Gastauftritte
- 2000: Celebrity Deathmatch (MTV's Celebrity Deathmatch) als Stimme von A.J. McLean, Folge 3.1
- 1998–2000: Daria als Stimme von Eric Schrecter, Folgen 2.12, 3.1, 3.10 und 4.8
- 2001: DAG als Jeremy, Folge 1.15
- 2001: JAG – Im Auftrag der Ehre (JAG) als Midshipman Morris, Folge 7.9